# Gmina Center (hrabstwo Allamakee)
Gmina Center (ang. Center Township) – gmina w USA, w stanie Iowa, w hrabstwie Allamakee. Według danych z 2000 roku gmina miała 333 mieszkańców.

## Historia
Gmina została założona w 1856 roku.

## Geografia
Gmina Center zajmuje powierzchnię 94,2 kilometrów kwadratowych (36,39 mil kwadratowych) i nie zawiera żadnych osad. Według USGS obejmuje dziewięć cmentarzy: Center Baptist, Elon, Faegre Prairie, Lutheran, Old East Paint Creek, Old West Paint Creek, Reynolds Plot, Roese Plot i West Paint Creek Synod.